# Nicklas Bäckström
Lars Nicklas Bäckström (Gävle, 23 novembre 1987) è un hockeista su ghiaccio svedese professionista di ruolo centro. Dalla stagione 2007-2008 milita nella National Hockey League con la maglia dei Washington Capitals, di cui è uno dei capitani.